# Massimo Ranieri
Massimo Ranieri, właśc. Giovanni Calone (ur. 3 maja 1951 w Neapolu) – włoski wokalista, aktor i prezenter telewizyjny, dwukrotny reprezentant Włoch w Konkursie Piosenki Eurowizji (w 1971 i 1973 roku).

## Życiorys
Giovanni Calone urodził się w neapolitańskiej dzielnicy Santa Lucia jako piąte z ośmiorga dzieci. W wieku 10 lat zaczął śpiewać w restauracjach i na przyjęciach weselnych. W 1964 roku został odkryty przez producenta muzycznego Gianniego Aterrano, który zabrał go do Nowego Jorku, gdzie umożliwił mu nagranie debiutanckiego mini-albumu pod pseudonimem Gianni Rock.
Płyta zawierała cztery utwory: „Tanti auguri signora”, „Se mi aspetti stasera”, „Non chiudere la porta” i „La Prima Volta”. Żadne z tych nagrań nie zdobyło popularności, także dlatego, że młody wykonawca przechodził mutację głosu.
W 1966 roku Calone przybrał pseudonim artystyczny Massimo Ranieri, gdzie imię Massimo miało określać poziom jego ambicji artystycznych, a nazwisko było hołdem dla księcia Monako Rainiera di Grimaldiego, którego podziwiał. W tym samym czasie, w jego karierze artystycznej nastąpił przełom: pianista i kompozytor Enrico Polito zaproponował mu kontrakt fonograficzny z wytwórnią CGD. W tym samym roku młody wykonawca zadebiutował w popularnym programie-konkursie telewizyjnym Canzonissima z piosenką „L’amore è una cosa meravigliosa”. W 1967 roku po raz pierwszy wygrał festiwal Cantagiro z utworem „Pietà per chi ti ama”.
W 1968 roku nagrał i wydał kolejne piosenki: „Da Bambino”, którą zaprezentował podczas Festiwalu Piosenki Włoskiej w San Remo, oraz „Ma L'amore cos'e” i „Preghiera”. Pierwsze sukcesy estradowe przyszły w kolejnym roku. Na Festiwalu w San Remo 18-letni wokalista zaprezentował w parze z Oriettą Berti singiel „Quando l’amore diventa poesia”. W tym samym roku po raz drugi wygrał festiwal Cantagiro, tym razem z piosenką „Rose rosse”, która przez 13 tygodni pozostawała na pierwszym miejscu włoskiej listy przebojów i zajęła 5. miejsce na liście najlepiej sprzedawanych singli 1969 roku. Utwór zaprezentował także w programie Canzonissima, obok dwóch innych propozycji: „’O sole mio”, którą wywołał entuzjazm młodej publiczności oraz „Se bruciasse la città”, która przyniosła mu trzecie miejsce w konkursie. Od tej chwili jego popularność zaczęła szybko rosnąć, a każdy występ wywoływał żywiołowe reakcje nastoletniej publiczności. Jeszcze w tym samym roku zaprezentował swoje kolejne przeboje: „Rita”, „Il mio amore resta sempre” i „Zingara”.
W 1970 roku Ranieri wydał swój debiutancki album studyjny, zatytułowany Massimo Ranieri. Do kolejnej edycji programu Canzonissima zgłosił trzy piosenki: „Sogno d'amore”, „Aranjuez mon amour” i „Vent’anni”, która zdobyła pierwsze miejsce i stała się zarazem tytułem jego kolejnego albumu. W tym samym roku wokalista zdecydował się wystąpić w filmie, debiutując w produkcji Mauro Bologniniego pt. Metello, w którym zagrał tytułową rolę – postać młodego robotnika i aktywisty, mającego burzliwe życie osobiste. Za tę rolę młody debiutant otrzymał nagrodę. W tym samym roku wystąpił też w filmie La Sciantosa razem z Anną Magnani.
W 1971 wziął ponownie udział w programie Canzonissima, prezentując kolejno piosenki: „Adagio veneziano”, „Io e te”, „Tema d’amore” (z filmu Metello) i „Via del Conservatorio”, która dotarła do finału, w którym zajęła 2. miejsce. W tym samym roku artysta otrzymał reprezentował Włochy na 16. Konkursie Piosenki Eurowizji, organizowanym w Dublinie, na którym zajął 5. miejsce z utworem „L’amore è un attimo”. Oprócz włoskojęzycznej wersji piosenki, wokalista nagrał ją także w języku hiszpańskim („Perdón cariño mío”), niemieckim („Die Liebe ist ein Traum”), francuskim („Pour un instant d'amour”) i angielskim („Goodbye My Love”). Ukazał się jego kolejny album Via del conservatorio, a po nim nagrany na żywo 'O surdato 'nammurato, z repertuarem składającym się z pieśni neapolitańskich. W 1972 wziął po raz kolejny udział w programie Canzonissima, prezentując piosenki: „Ti ruberei”, „'O Surdato ’nnammurato” i „Erba di casa mia”, która ostatecznie zdobyła pierwsze miejsce. Rok później ponownie reprezentował Włochy w Konkursie Piosenki Eurowizji, tym razem wykonując w finale imprezy utwór „Chi sarà con te”, z którym zajął 13. miejsce.
W 1975 roku, kiedy jego kariera zaczęła powoli gasnąć, wokalista postanowił ograniczyć występy i poświęcić się aktorstwu. Na rynek muzyczny powrócił dopiero w 1988 roku piosenką „Perdere L’amore”, którą wygrał Festiwal Piosenki Włoskiej. W 1997 roku ponownie wystartował w konkursie, tym razem zgłaszając się z propozycją „Ti parlero d’amore”, która dotarła do finału. W tym samym roku wystąpił w sztuce La Liola Luigiego Pirandello.
16 października 2002 Massimo Ranieri został mianowany Ambasadorem Dobrej Woli FAO. W 2004 wystąpił po raz pierwszy we francuskim filmie Les Parisiens Claude'a Leloucha, w którym zagrał postać ulicznego artysty. W 2008 wystąpił w kolejnym filmie py. L'Ultimo Pulcinella, którego reżyserem został Maurizio Scaparro.

## Dyskografia (wybór)

### Albumy
- 1969 – Rose rosse
- 1969 – Massimo Ranieri (CGD i następne)
- 1970 – Vent'anni
- 1970 – I singoli A's & B's di Massimo Ranieri vol.1 1966-1969 (kompilacja singli)
- 1971 – Via del Conservatorio
- 1972 – Un po' per giorno (tylko utwór nr 1; czołówka dźwiękowa z filmu "Imputazione di omicidio per uno studente")
- 1972 – 'O surdato 'nammurato (live)
- 1973 – Erba di casa mia
- 1973 – Album di famiglia
- 1974 – Napulammore (live)
- 1975 – Per una donna
- 1975 – Il meglio di Massimo Ranieri (kompilacja)
- 1976 – Meditazione
- 1976 – Macchie 'e culore (live)
- 1978 – La faccia del mare
- 1981 – Passa lu tempo e lo munno s'avota
- 1983 – Barnum
- 1983 – ...vanità
- 1988 – Perdere l'amore
- 1988 – Rinaldo in campo
- 1989 – Da bambino a fantastico (kompilacja)
- 1989 – Un giorno bellissimo
- 1992 – Ti penso
- 1995 – Ranieri (jako CD; i następne)
- 1997 – Canzoni in corso
- 1999 – Hollywood ritratto di un divo (album podwójny)
- 2001 – Oggi o dimane
- 2003 – Nun è acqua
- 2004 – Ranieri canta Napoli (album podwójny, będący kompilacją dwóch poprzednich)
- 2005 – Accussì grande
- 2006 – Canto perché non so nuotare...da 40 anni (album podwójny)
- 2009 – Napoli...Viaggio in Italia

### Single
- 1964 – Se mi aspetti stasera/La prima volta (Zeus, jako Gianni Rock)
- 1964 – Preghiera/Una bocca, due occhi e un nome (Zeus, jako Gianni Rock)
- 1964 – Lassù qualcuno mi ama/Un ragazzo come me (Zeus, jako Gianni Rock)
- 1965 – Tanti auguri senora/Non chiudere la porta (Zeus, jako Gianni Rock)
- 1966 – L'amore è una cosa meravigliosa/Bene mio (CGD; jako Massimo Ranieri; i następne)
- 1967 – Pietà per chi ti ama/No, mamma
- 1968 – Da bambino/Ma l'amore cos'è
- 1968 – Preghiera per lei/Cento ragazzine
- 1969 – Quando l'amore diventa poesia/Cielo blu
- 1969 – Il mio amore resta sempre Teresa/Rose rosse
- 1969 – Se bruciasse la città/Rita
- 1969 – 'O sole mio/Ma l'amore cos'è
- 1970 – Sei l'amore mio/Fai di me quello che vuoi
- 1970 – Le braccia dell'amore/Candida
- 1970 – Sogno d'amore/Mio caro amore evanescente e purov
- 1970 – Vent'anni/Io non avrò
- 1971 – „L'amore è un attimo”/„A Lucia”
- 1971 – Io e te/Adagio veneziano
- 1971 – Via del Conservatorio/Momento
- 1972 – 'O surdato 'nnammurato/Lacreme napulitane
- 1972 – La tua innocenza/Ti ruberei
- 1972 – Amore cuore mio/Io di più
- 1972 – Erba di casa mia/L'infinito
- 1973 – Chi sarà/Domenica domenica
- 1973 – Chiove/Reginella
- 1973 – Amo ancora lei/Tu sei bella come il sole
- 1974 – Immagina/Se tu fossi una rosa
- 1974 – 'A tazza 'e cafè/Tu ca nun chiagne
- 1974 – Te voglio bene assaie/A serenata 'e Pulicenella
- 1974 – Per una donna/Cara libertà
- 1975 – Si ricomincia/23, rue des lillas
- 1976 – Dal primo momento che ti ho vista/La mia boheme
- 1978 – La faccia del mare/Odyssea
- 1988 – Perdere l'amore/Dove sta il poeta (Wea)

### Filmografia
Na przestrzeni 40 lat (1970–2010) Massimo Ranieri wystąpił w 50 filmach kinowych i telewizyjnych.
- 1970 – Metello
- 1970 – La sciantosa (film tv)
- 1970 – Cerca di capirmi
- 1971 – Incontro
- 1971 –  Bubù
- 1971 – The Light at the Edge of the World
- 1972 – Imputazione di omicidio per uno studente
- 1974 – Salvo D'Acquisto (film tv)
- 1974 – La cugina
- 1975 – Una città in fondo alla strada (film tv)
- 1976 – L'ultima volta
- 1976 – Con la rabbia agli occhi
- 1978 – Storie della Camorra (serial tv)
- 1979 – La patata bollente
- 1981 – Il carabiniere
- 1981 – Casta e pura
- 1981 – Habibi, amor mío
- 1981 – Priest of Love
- 1981 – L'ultima volta insieme
- 1981 – I ragazzi di celluloide (serial tv)
- 1983 – Legati da tenera amicizia
- 1983 – La vela incantata
- 1984 – All'ombra della grande quercia (serial tv)
- 1984 – Nata d'amore (serial tv)
- 1984 – I ragazzi di celluloide 2 (serial tv)
- 1985 – Atto d'amore (film tv)
- 1987 – Lo scialo (serial tv)
- 1987 – L'ombra nera del Vesuvio (serial tv)
- 1988 – Il ricatto (serial tv)
- 1989 – Rinaldo in campo (film tv)
- 1991 – Il ricatto 2 (serial tv)
- 1995 – Il prezzo del denaro (film tv)
- 1996 – La casa dove abitava Corinne (film tv)
- 1997 – Volare!
- 1998 – Angelo nero (film tv)
- 1999 – Un bacio nel buio (film tv)
- 1999 – Ama il tuo nemico (film tv)
- 2000 – Fondali notturni
- 2001 – Io ti salverò (serial tv)
- 2002 – Storia di guerra e d'amicizia
- 2003 – Camera cafè (serial tv)
- 2004 – Le genre humain – 1ère partie: Les parisiens
- 2005 – Le courage d'aimer
- 2005 – Fuga (f. krótkometrażowy)
- 2007 – Operazione pilota (serial tv)
- 2007 – Senza via d'uscita – Un amore spezzato (film tv)
- 2007 – Civico zero
- 2008 – L'ultimo Pulcinella
- 2010 – Ces amours-là
- 2010 – Passione